# Premio Herralde
Il Premio Herralde è un premio letterario che viene assegnato annualmente dall'editore Anagrama di Barcellona a un romanzo inedito in lingua spagnola.

## Modalità di premiazione
Il Premio, che è stato istituito nel 1983, prende il nome da Jorge Herralde, fondatore e proprietario della casa editrice Anagrama. Il romanzo dovrà essere consegnato dall'autore alla casa editrice Anagrama dal primo aprile al 15 giugno, accompagnato da una breve scheda bio-bibliografica. L'autore, che può presentarsi anche con uno pseudonimo, si impegna a cedere i diritti di pubblicazione del romanzo alla Anagrama, nel caso in cui il romanzo risulterà vincitore. I finalisti e il vincitore, scelti da una giuria, sono resi noti il primo lunedì di novembre di ciascun anno. Il romanzo premiato sarà pubblicato dalla casa editrice Anagrama; l'autore del romanzo vincente riceverà inoltre un premio in danaro (18.000 euro nel 2016). Dal 1983 al 2007 compreso venivano premiati, con la pubblicazione, anche tre romanzi finalisti; la premiazione dei finalisti è stata sospesa nel 2009 e ripristinata nel 2012 con la proclamazione di un solo finalista. Nel 2008 è stato proclamato un solo finalista ufficiale, ma la pubblicazione venne concessa ad altri tre romanzi.

## Elenco dei vincitori

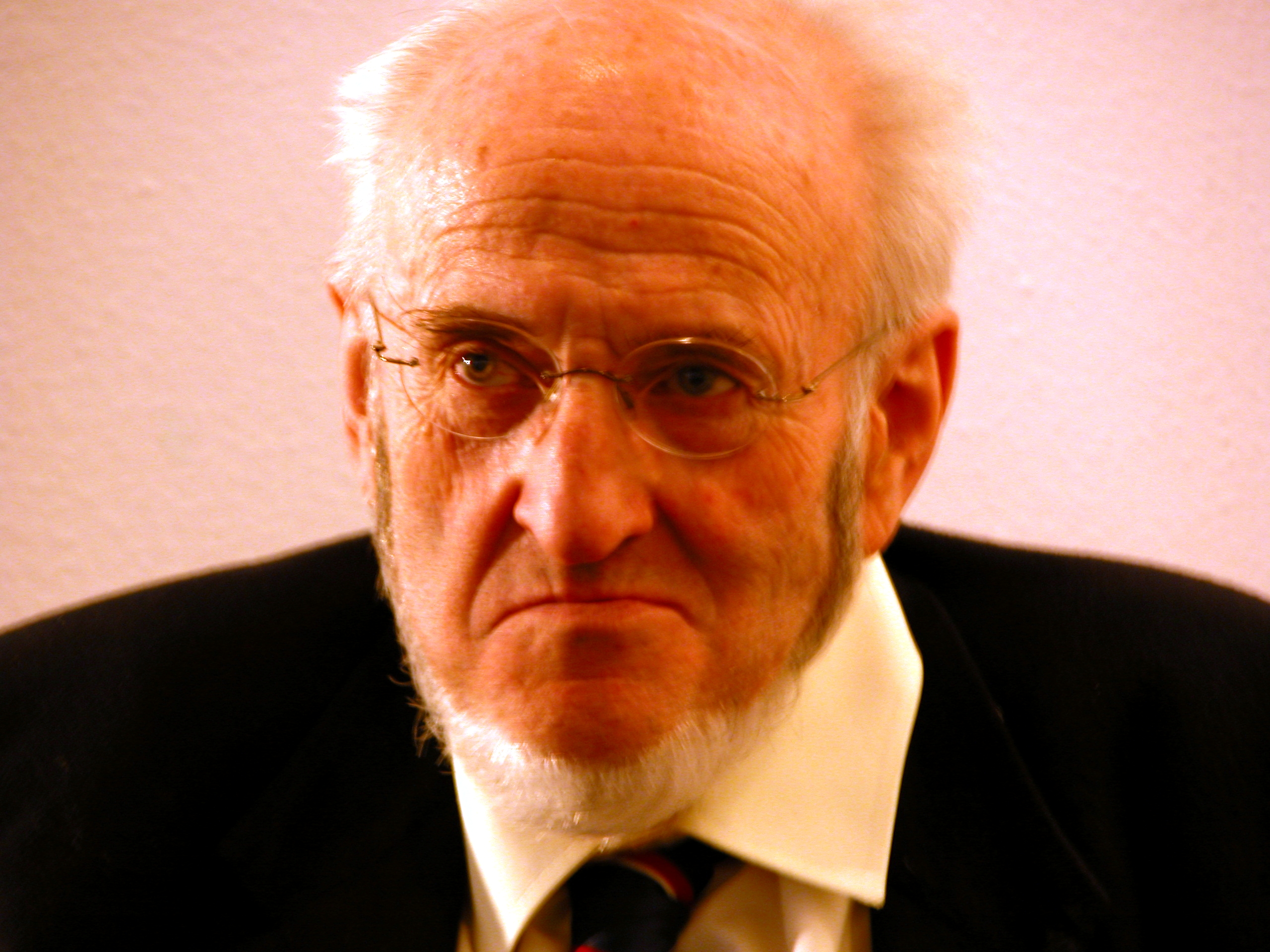
Álvaro Pombo
(Vincitore 1983)

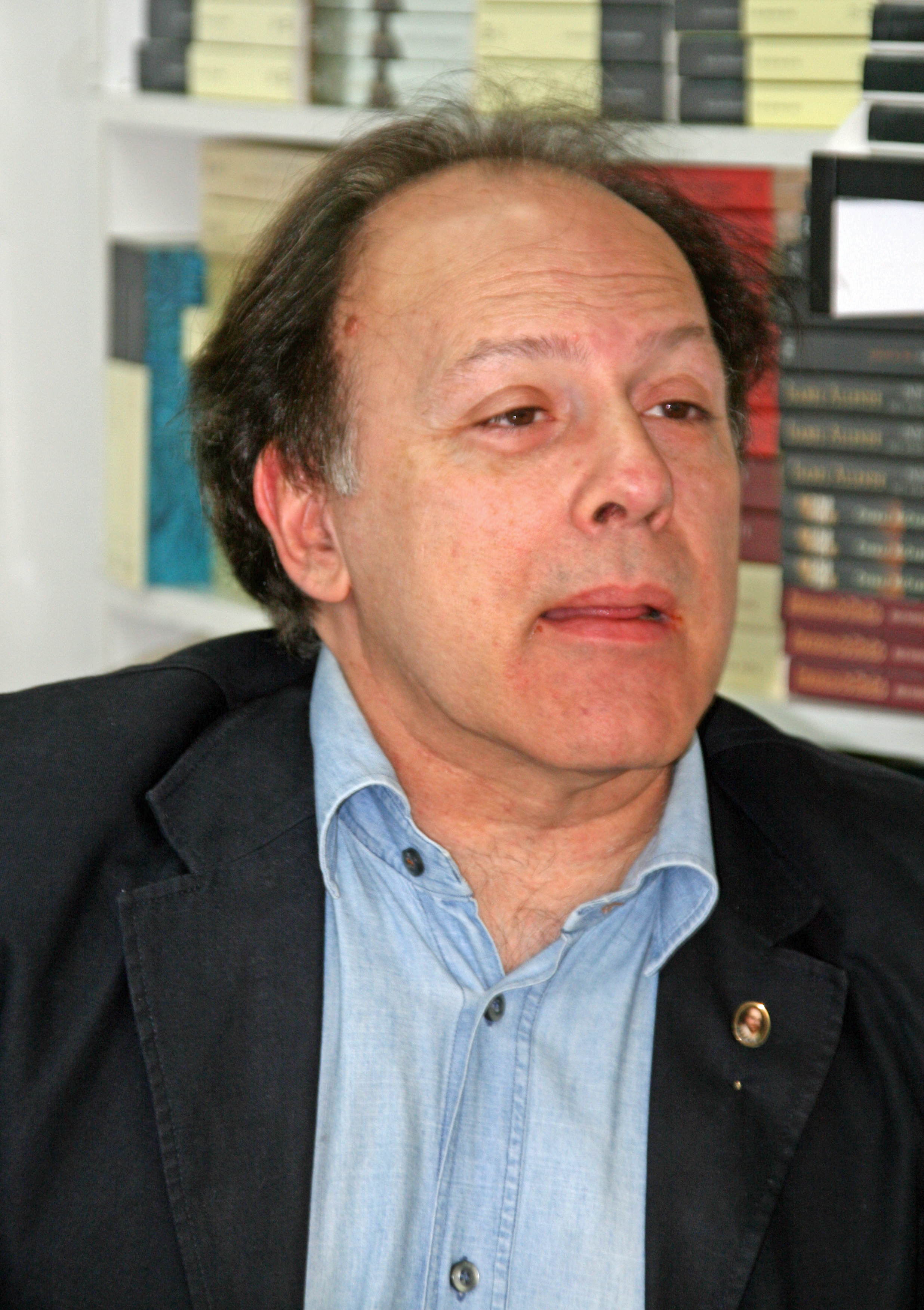
Javier Marías
(Vincitore 1986)

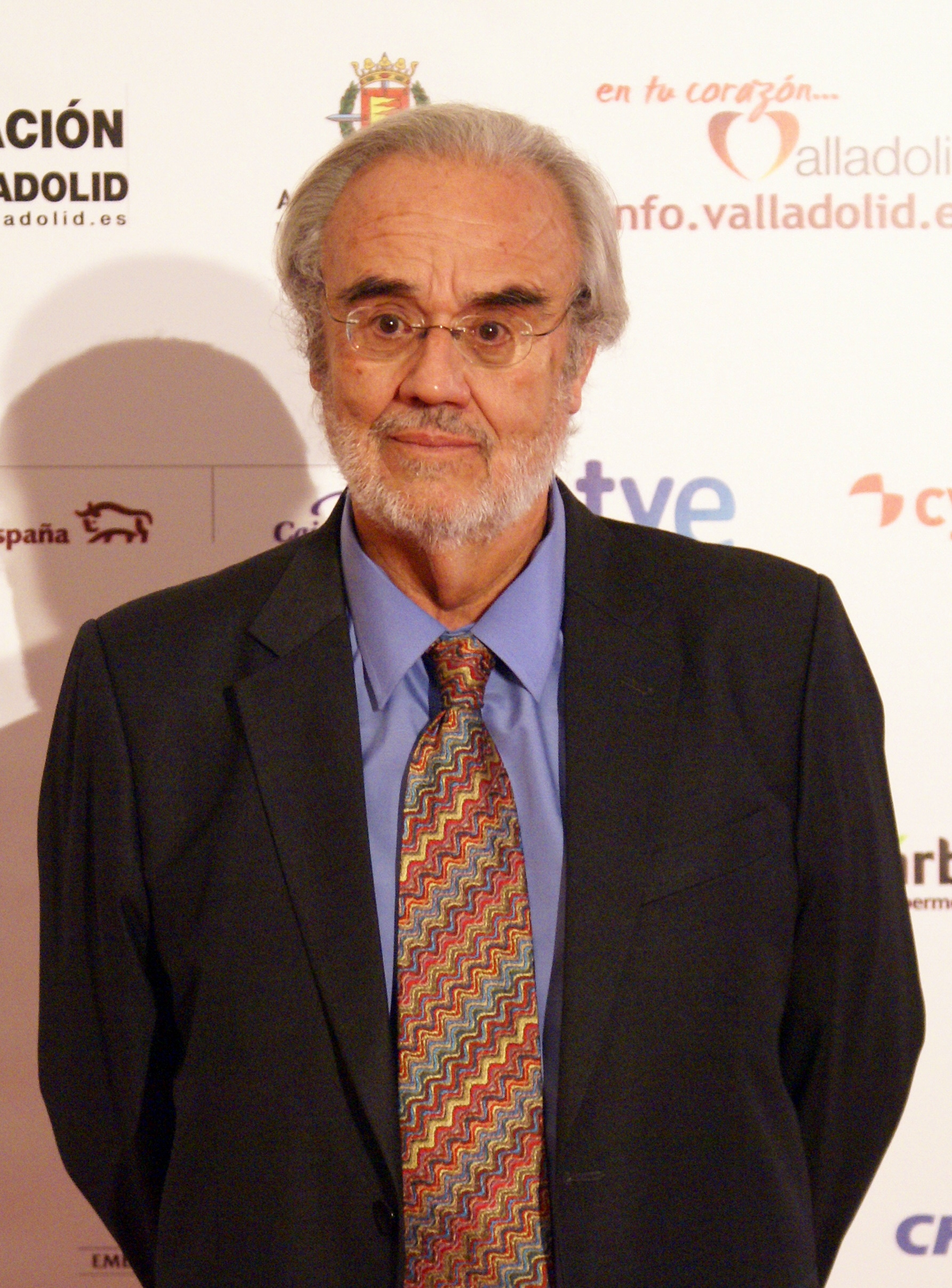
Manuel Gutiérrez Aragón
(Vincitore 2009)

| Anno          | Autore                          | Nazione   | Titolo                                                                  |
| ------------- | ------------------------------- | --------- | ----------------------------------------------------------------------- |
| 1983          | Álvaro Pombo                    | Spagna    | El héroe de las mansardas de Mansard (L'eroe delle mansarde di Mansard) |
| 1984          | Sergio Pitol                    | Messico   | El desfile del amor (La sfilata dell'amore)                             |
| 1985          | Adelaida García Morales         | Spagna    | El silencio de las sirenas                                              |
| 1986          | Javier Marías                   | Spagna    | El hombre sentimental (L'uomo sentimentale)                             |
| 1987          | Félix de Azúa                   | Spagna    | Diario de un hombre humillado                                           |
| 1988          | Vicente Molina Foix             | Spagna    | La Quincena Soviética                                                   |
| 1989          | Miguel Sánchez-Ostiz            | Spagna    | La gran ilusión                                                         |
| 1990          | Justo Navarro                   | Spagna    | Accidentes íntimos                                                      |
| 1991          | Javier García Sánchez           | Spagna    | La historia más triste                                                  |
| 1992          | Paloma Díaz-Mas                 | Spagna    | El sueño de Venecia                                                     |
| 1993          | José María Riera de Leyva       | Spagna    | Aves de paso                                                            |
| 1994 ex aequo | Pedro Zarraluki Carlos Perellón | Spagna    | La historia del silencio (La storia del silenzio) La ciudad doble       |
| 1995          | José Ángel González Sainz       | Spagna    | Un mundo exasperado                                                     |
| 1996          | Antonio Soler                   | Spagna    | Las bailarinas muertas (Gli angeli caduti)                              |
| 1997          | Jaime Bayly                     | Perù      | La noche es virgen                                                      |
| 1998          | Roberto Bolaño                  | Cile      | Los detectives salvajes (I detective selvaggi)                          |
| 1999          | Marcos Giralt Torrente          | Spagna    | París (Parigi)                                                          |
| 2000          | Luis Magrinyà                   | Spagna    | Los dos Luises                                                          |
| 2001          | Alejandro Gándara               | Spagna    | Últimas noticias de nuestro mundo                                       |
| 2002          | Enrique Vila-Matas              | Spagna    | El mal de Montano (Il mal di Montano)                                   |
| 2003          | Alan Pauls                      | Argentina | El pasado (Il passato)                                                  |
| 2004          | Juan Villoro                    | Messico   | El testigo                                                              |
| 2005          | Alonso Cueto                    | Perù      | La hora azul (L'ora azzurra)                                            |
| 2006          | Alberto Barrera Tyszka          | Venezuela | La enfermedad (La malattia)                                             |
| 2007          | Martín Kohan                    | Argentina | Ciencias morales                                                        |
| 2008          | Daniel Sada                     | Messico   | Casi nunca (Quasi mai)                                                  |
| 2009          | Manuel Gutiérrez Aragón         | Spagna    | La vida antes de marzo                                                  |
| 2010          | Antonio Ungar                   | Colombia  | Tres ataúdes blancos (Tre bare bianche)                                 |
| 2011          | Martín Caparrós                 | Argentina | Los Living                                                              |
| 2012          | Juan Francisco Ferré            | Spagna    | Karnaval                                                                |
| 2013          | Álvaro Enrigue                  | Messico   | Muerte súbita (Morte improvvisa)                                        |
| 2014          | Guadalupe Nettel                | Messico   | Después del invierno (Quando finisce l'inverno)                         |
| 2015          | Marta Sanz                      | Spagna    | Farándula (Showbiz)                                                     |
| 2016          | Juan Pablo Villalobos           | Messico   | No voy a pedirle a nadie que me crea                                    |
| 2017          | Andrés Barba                    | Spagna    | República luminosa (Repubblica luminosa)                                |
| 2018          | Cristina Morales                | Spagna    | Lectura fácil                                                           |
| 2019          | Mariana Enríquez                | Argentina | Nuestra parte de noche                                                  |
| 2020          | Luisgé Martín                   | Spagna    | Cien noches                                                             |
| 2021          | Javier Pérez Andújar            | Spagna    | El año del búfalo                                                       |
| 2022          | Non assegnato                   |           |                                                                         |
| 2023          | Luis López Carrasco             | Spagna    | El desierto blanco                                                      |

## Elenco dei romanzi finalisti
| Anno | Autore | Nazione                       | Titolo |
| ---- | --- | ----------------------------- | --- |
| 1983 | Paloma Díaz-Mas Álvaro Pombo Enrique Vila-Matas                                                           | Spagna                        | El rapto del Santo Grial El hijo adoptivo Impostura                                                         |
| 1984 | Miguel Enesco Rafael Sender Javier Tomeo                                                                  | Perù Spagna                   | Me llamaré Tadeusz Freyre Tendrás oro y oro Amado monstruo                                                  |
| 1985 | Luisa Futoransky Jorge Ordaz                                                                              | Argentina Spagna              | De Pe a Pa Prima donna                                                                                      |
| 1986 | Roberto Fernández Sastre Mayra Montero Evelio Rosero                                                      | Uruguay Cuba Colombia         | La manipulación La trenza de la hermosa luna Juliana los mira                                               |
| 1987 | Roberto Fernández Sastre                                                                                  | Uruguay                       | El turismo infame                                                                                           |
| 1988 | Rafael Chirbes                                                                                            | Spagna                        | Mimoun |
| 1989 | Felipe Hernández                                                                                          | Spagna                        | Naturaleza                                                                                                  |
| 1990 | Luisa Castro                                                                                              | Spagna                        | El somier                                                                                                   |
| 1991 | Diego Carrasco                                                                                            | Spagna                        | El tesoro japonés                                                                                           |
| 1992 | Olga Guirao                                                                                               | Spagna                        | Mi querido Sebastián                                                                                        |
| 1993 | Álvaro del Amo                                                                                            | Spagna                        | El horror                                                                                                   |
| 1994 | Ismael Grasa Teresa Ruiz Rosas                                                                            | Spagna Perù                   | De Madrid al cielo El copista                                                                               |
| 1995 | Eloy Tizón                                                                                                | Spagna                        | Seda salvaje                                                                                                |
| 1996 | Pedro Ugarte                                                                                              | Spagna                        | Los cuerpos de las nadadoras                                                                                |
| 1997 | Berta Serra Manzanares                                                                                    | Spagna                        | El otro lado del mundo                                                                                      |
| 1998 | Alberto Olmos                                                                                             | Spagna                        | A bordo del naufragio                                                                                       |
| 1999 | Andrés Neuman                                                                                             | Argentina Spagna              | Bariloche                                                                                                   |
| 2000 | Pablo d'Ors                                                                                               | Spagna                        | Las ideas puras                                                                                             |
| 2001 | Andrés Barba                                                                                              | Spagna                        | La hermana de Katia                                                                                         |
| 2002 | Margo Glantz                                                                                              | Messico                       | El rastro                                                                                                   |
| 2003 | Andrés Neuman                                                                                             | Argentina Spagna              | Una vez Argentina                                                                                           |
| 2004 | Eduardo Berti                                                                                             | Argentina                     | Todos los Funes                                                                                             |
| 2005 | Manuel Pérez Subirana                                                                                     | Spagna                        | Egipto |
| 2006 | Teresa Dovalpage                                                                                          | Cuba                          | Muerte de un murciano en La Habana                                                                          |
| 2007 | Antonio Ortuño                                                                                            | Messico                       | Recursos humanos                                                                                            |
| 2008 | Iván Thays Carlos Busqued (semifinalista)* Tryno Maldonado (semifinalista)* José Morella (semifinalista)* | Perù Argentina Messico Spagna | Un lugar llamado Oreja de Perro Bajo este sol tremendo Temporada de caza para el león negro Asuntos propios |
| 2009 | Juan Francisco Ferré                                                                                      | Spagna                        | Providence                                                                                                  |
| 2012 | Sara Mesa                                                                                                 | Spagna                        | Cuatro por cuatro                                                                                           |
| 2014 | Manuel Moyano                                                                                             | Spagna                        | El imperio de Yegorov                                                                                       |
| 2015 | Miguel Ángel Hernández                                                                                    | Spagna                        | El instante de peligro                                                                                      |
| 2016 | Federico Jeanmaire                                                                                        | Argentina                     | Amores enanos                                                                                               |
| 2017 | Diego Vecchio                                                                                             | Argentina                     | La extinción de las especies                                                                                |
| 2018 | Alejandra Costamagna                                                                                      | Cile                          | El sistema del tacto                                                                                        |
| 2019 | Non assegnato                                                                                             |                               | |
| 2020 | Federico Falco                                                                                            | Argentina                     | Los llanos                                                                                                  |
| 2021 | Daniel Saldaña París                                                                                      | Messico                       | El baile y el incendio                                                                                      |
| 2022 | Non assegnato                                                                                             |                               | |
| 2023 | Camila Fabbri                                                                                             | Argentina                     | La riena del baile                                                                                          |

(*) Pur non essendo stato nominato "finalista" ha ottenuto la pubblicazione dell'opera da parte dell'editore Anagrama.